# Mikael Nilsson (Fußballspieler, 1978)
Mikael Nilsson (* 24. Juni 1978 in Ovesholm, Gemeinde Kristianstad) ist ein ehemaliger schwedischer Fußballspieler.
Der Abwehr- und Mittelfeldspieler, der 2002 in der schwedischen Nationalmannschaft debütierte, gewann 2000 mit Halmstads BK den schwedischen Meistertitel.

## Werdegang

### Durchbruch in Schweden
Nilsson begann seine Fußballkarriere beim Siebtligisten Ovesholms IF, ehe er 1999 zu Åhus Horna BK in die drittklassige Division 2 Södra Götaland wechselte. Dort wusste er zu überzeugen und nach nur einem Jahr verpflichtete ihn der Erstligist Halmstads BK. In seinem ersten Jahr für den Klub setzte ihn Trainer Tom Prahl in 13 Saisonspielen ein. An der Seite von Spielern wie Petter Hansson, Håkan Svensson, Henrik Bertilsson, Stefan Selakovic und Tommy Jönsson gewann er den Von-Rosens-Pokal für die schwedische Meisterschaft, als die Mannschaft mit sechs Punkten Vorsprung auf Vizemeister Helsingborgs IF die Liga dominierte.
Nachdem die Mannschaft in der Qualifikation zur Champions League 2001/02 am belgischen Vertreter RSC Anderlecht und anschließend im UEFA-Pokal 2001/02 in der zweiten Runde an Sporting Lissabon gescheitert war, verließ Prahl Ende 2001 den Verein und wurde durch Jonas Thern ersetzt. Auch unter dem neuen Trainer gehörte Nilsson zu den Stammspielern und empfahl sich für die Nationalmannschaft. Am 20. November 2002 debütierte er beim 3:3-Unentschieden gegen die tschechische Nationalmannschaft im Nationaljersey und krönte sein Debüt mit zwei Toren. Während er bei seinem Verein weiterhin zu den Stammspielern gehörte und in den drei Spielzeiten zwischen 2001 und 2003 lediglich ein Saisonspiel verpasste, stand er in der Landesauswahl anfangs nur unregelmäßig im Kader. Im Laufe der Qualifikation zur Europameisterschaft 2004 erkämpfte er sich jedoch einen Stammplatz und das Nationaltrainerduo Lars Lagerbäck und Tommy Söderberg berücksichtigte ihn im Kader für das Turnier. Im Turnierverlauf kam er in allen vier Spielen der Auswahlmannschaft zum Einsatz, bis sie im Viertelfinale im Elfmeterschießen gegen die niederländische Nationalmannschaft nach Fehlschüssen von Zlatan Ibrahimović, Olof Mellberg und auf der Gegenseite Phillip Cocu ausschied.

### Wechsel ins Ausland
Nach dem Europameisterschaftsendrundenturnier 2004 verließ Nilsson Schweden in Richtung Premier League zum FC Southampton. Dort unterschrieb er einen Vertrag mit vier Jahren Laufzeit. Beim im Abstiegskampf befindlichen Klub konnte er sich in der Mannschaft um Kasey Keller, Peter Crouch, Graeme Le Saux und James Beattie nicht dauerhaft durchsetzen und kam nur unregelmäßig zum Einsatz. Am Ende der Spielzeit stand der Klub mit zwei Punkten Rückstand auf den von West Bromwich Albion belegten letzten Nicht-Abstiegsplatz am Tabellenende und musste aus der Premier League absteigen.
Nach dem Abstieg verließ Nilsson England und wechselte nach Griechenland zu Panathinaikos Athen. In der Saison 2005/06 kam er jedoch nur unregelmäßig in insgesamt 17 Ligaspielen zum Einsatz. Dafür kam er fünf Mal in der UEFA Champions League zum Einsatz und wurde vom mittlerweile alleinverantwortlichen Nationaltrainer Lagerbäck im Kader für die Weltmeisterschaft 2006 berücksichtigt. Im Turnierverlauf kam er jedoch nicht zum Einsatz. In den folgenden Jahren konnte er sich bei Panathinaikos nie dauerhaft durchsetzen, wenn er auch in den Spielzeiten 2007/08 und 2008/09 mehr als die Hälfte der Ligaspiele bestritt. Dennoch hielt Lagerbäck weiterhin an ihm fest und bei der Europameisterschaft 2008 gehörte er erneut zum Nationalmannschaftskader. Während des Endrundenturniers bestritt er alle drei Vorrundenspiele, ehe die Mannschaft nach der Gruppenphase nach nur einem Sieg gegen Griechenland als Dritter ausschied.
Nach Ablauf seines Vertrages in Griechenland wechselte Nilsson ablösefrei zu Brøndby IF in die dänische Superliga. Beim von Kent Nielsen betreuten Klub, bei dem er auf seine Landsmänner Max von Schlebrügge, Jon Jönsson, Samuel Holmén und Alexander Farnerud trifft, unterschrieb er einen Drei-Jahres-Kontrakt. Bei seinem neuen Arbeitgeber etablierte er sich auf Anhieb in der Stammformation und erreichte mit dem Klub die Play-off-Spiele für die Europa League 2009/10, in der die Mannschaft am deutschen Vertreter Hertha BSC scheiterte.
Nachdem Nilsson im Oktober des Jahres mit der schwedischen Nationalmannschaft als Gruppendritter hinter Dänemark und Portugal die Qualifikation zur Weltmeisterschaft 2010 verpasst hatte, kündigte er nach 64 Länderspieleinsätzen das Ende seiner Nationalmannschaftskarriere an, um sich auf den Verein konzentrieren zu können.